# Aeroportul Treasure Coast
Aeroportul Treasure Coast (IATA: FPR, ICAO: KFPR, FAA LID: FPR) este un aeroport din Florida, Statele Unite ale Americii. Aeroportul a fost tranzitat în 2019 de 50 de pasageri.
Situat la o altitudine de 7 m, aeroportul dispune de 3 piste.

## Infrastructură

### Piste
Aeroportul dispune de 3 piste: 
- pista 10L/28R din asfalt, cu dimensiunile 4.000 picioare × 75 picioare
- pista 10R/28L din asfalt, cu dimensiunile 6.492 picioare × 150 picioare
- pista 14/32 din asfalt, cu dimensiunile 4.755 picioare × 100 picioare